# Ala Abd asz-Szafi
Ala Muhammad Abd asz-Szafi (arab. علاء محمد عبد الشافي) – egipski zapaśnik walczący w stylu wolnym. Brązowy medalista igrzysk afrykańskich w 1995. Wygrał mistrzostwa Afryki w 1994, a w 1992 zajął drugą lokatę. Piąty i siódmy na igrzyskach śródziemnomorskich w 1993. Wicemistrz igrzysk panarabskich w 1992. Piąty na igrzyskach frankofońskich w 1994. Zwycięzca mistrzostw arabskich w 1995 roku.